# Diocesi di Cartago (Costa Rica)

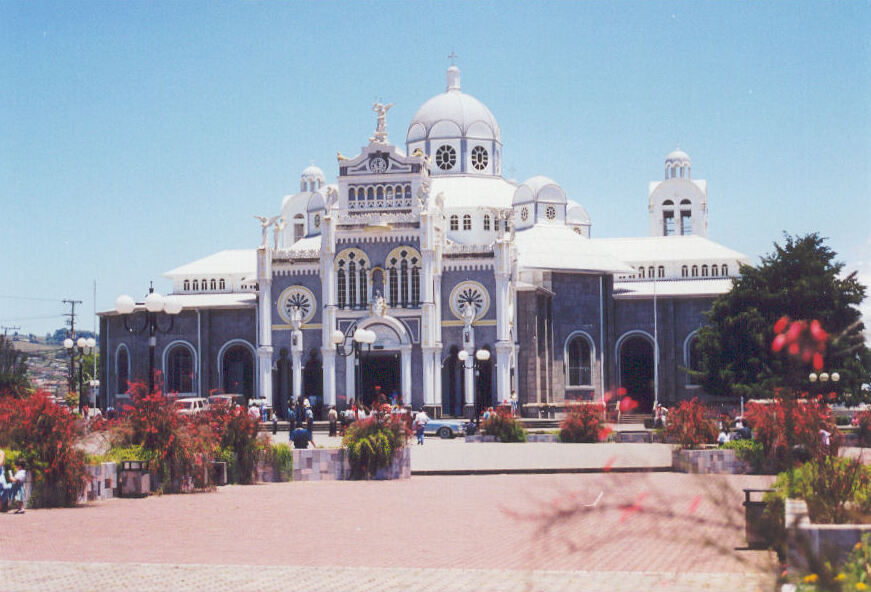
Basilica della Regina degli Angeli a Cartago

La diocesi di Cartago (in latino Dioecesis Carthaginensis in Costa Rica) è una sede della Chiesa cattolica in Costa Rica suffraganea dell'arcidiocesi di San José de Costa Rica. Nel 2023 contava 286.000 battezzati su 440.000 abitanti. È retta dal vescovo Mario Enrique Quirós Quirós.

## Territorio
La diocesi comprende la maggior parte della provincia di Cartago e alcune parrocchie della provincia di San José in Costa Rica.
Sede vescovile è la città di Cartago, dove si trovano la cattedrale della Madonna del Carmine e la basilica minore della Regina degli Angeli, il più importante santuario della Costa Rica. Un'altra basilica minore, dedicata all'Immacolata Concezione, sorge a El Tejar.
Il territorio è suddiviso in 39 parrocchie.

## Storia
La diocesi è stata eretta il 24 maggio 2005 con la bolla Saepe contingit di papa Benedetto XVI, ricavandone il territorio dall'arcidiocesi di San José de Costa Rica e della diocesi di Limón.
Il 23 settembre dello stesso anno la Congregazione per il culto divino e la disciplina dei sacramenti ha confermato San Giacomo apostolo patrono principale della diocesi.

## Cronotassi dei vescovi
Si omettono i periodi di sede vacante non superiori ai 2 anni o non storicamente accertati.
- José Francisco Ulloa Rojas (24 maggio 2005 - 4 marzo 2017 ritirato)
- Mario Enrique Quirós Quirós, dal 4 marzo 2017

## Statistiche
La diocesi nel 2023 su una popolazione di 440.000 persone contava 286.000 battezzati, corrispondenti al 65,0% del totale.
| anno | popolazione | popolazione | popolazione | presbiteri | presbiteri | presbiteri | presbiteri                | diaconi | religiosi | religiosi | parrocchie |
| anno | battezzati  | totale      | %           | numero     | secolari   | regolari   | battezzati per presbitero | diaconi | uomini    | donne     | parrocchie |
| ---- | ----------- | ----------- | ----------- | ---------- | ---------- | ---------- | ------------------------- | ------- | --------- | --------- | ---------- |
| 2005 | 272.388     | 378.523     | 72,0        | 70         | 49         | 21         | 3.891                     |         |           | 53        | 36         |
| 2006 | 389.155     | 432.395     | 90,0        | 77         | 57         | 20         | 5.053                     |         | 55        | 47        | 37         |
| 2013 | 437.000     | 486.000     | 89,9        | 105        | 73         | 32         | 4.161                     | 1       | 57        | 71        | 39         |
| 2016 | 472.000     | 517.000     | 91,3        | 93         | 72         | 21         | 5.075                     | 1       | 46        | 70        | 39         |
| 2019 | 306.225     | 423.601     | 72,3        | 101        | 82         | 19         | 3.031                     |         | 35        | 76        | 39         |
| 2021 | 312.988     | 428.751     | 73,0        | 91         | 75         | 16         | 3.439                     |         | 39        | 76        | 39         |
| 2023 | 286.000     | 440.000     | 65,0        | 101        | 85         | 16         | 2.831                     |         | 28        | 83        | 39         |